# جدرایا
جدرایا (به عربی: جدرایا) یک روستا در سوریه است که در ناحیه محمبل واقع شده‌است. جدرایا ۱٬۸۲۰ نفر جمعیت دارد.